# 進步黨事件
進步黨事件（韓語：진보당사건），是指大韓民國第一共和國時代進步主義政黨進步黨（韓語：진보당 (대한민국, 1956년)）的領袖曹奉岩（韓語：조봉암）因主張實行社會民主主義與北朝鮮接觸，被當成北朝鮮間諜逮捕處決的事件。
在1956年5月第三次韓國總統選舉時，主張實行社會民主主義的曹奉岩與一此進步主義人士成立進步黨與李承晚競選，雖最後落敗，但這成了進步黨事件背景。
1958年1月11日晚，警察以違反國家保安法逮捕進歩黨委員長曹奉岩、副委員長朴己出（韓語：박기출）、金達鎬（韓語：김달호 (1912년)）、幹事長尹吉重（韓語：윤길중）等10餘名黨幹部。同年2月20日陸軍特務部隊發表曹奉岩接觸北朝鮮的間諜梁明山（韓語：양명산），接受朝鮮勞動黨的政治基金。2月25日以進步黨與北朝鮮接觸為由，取消其政黨登錄。5月第四屆國會議員選舉前宣布進步黨為非法組織。
7月2日一審判決指進步黨是以顛覆大韓民國為目標的內亂團體，曹奉岩以幫助罪判懲役5年。但二審對曹奉岩與梁明山兩位被告判處死刑，其他被告無罪。1959年7月30日曹奉岩上訴申請被拒，31日被電刑處決。此事後南韓社會進步勢力大減，和平統一主張的呼聲大衰。
2011年1月韓國大法院宣布進步黨事件是濫用國家保安法清除政敵的做法，恢復曹奉岩的名譽。